# Damerkow

Herb

Odmiana herbu

Damerkow (Damerko, Damirke, Dąbrowski V, Damerkow-Dąbrowski) – polski herb szlachecki, używany przez rodzinę osiadłą na Kaszubach.

## Opis herbu
Znane są przynajmniej dwa warianty tego herbu.
Damerkow: Na tarczy dwudzielnej w skos lewy, w polu górnym, srebrnym, pół lwa wspiętego, czarnego, pole dolne czarne. W klejnocie nad hełmem bez korony dwa skrzydła orle srebrno-czarne - prawe w skos lewy, lewe w skos. Labry czarne, podbite srebrem.
Damerkow odmienny: Na tarczy dzielonej w pas, srebrnej i czarnej, lew wspięty w lewo, czarno-srebrny na przemian. W klejnocie nad hełmem bez korony dwa skrzydła orle dwudzielne w pas - prawe czarne i srebrne, lewe srebrne i czarne. Labry czarne, podbite srebrem.

## Najwcześniejsze wzmianki
Herb w wariancie podstawowym najwcześniej pojawił się na mapie Pomorza Lubinusa z 1618 roku. Następnie wymieniały go herbarze Bagmihla (Pommersches Wappenbuch, 1855) i tzw. Nowy Siebmacher (Ausgestorbener Preussischer Adel. Provinz Pommern, 1894). Wariant odmienny przytoczył tzw. Stary Siebmacher, z początku XVII wieku.

## Herbowni
Damerkow (Damerko, Damirke, Damerkow-Dąbrowski).

## Rodzina Damerkow
Rodzina kaszubska pochodząca z Dąbrówki Małej w ziemi lęborskiej. Wieś ta została nadana w 1357 roku rycerzowi Henningowi Lankow i jego prawnym następcom. Wedle wykazu z roku 1523 właściciel miejscowy nosił nazwisko Damerkow i zaliczał się do rycerstwa. Kolejni członkowie rodziny Damerkow wymieniani byli w 1575 roku - Blasius, Matthias i Jacob. Przedstawicielem rodziny miał być też Hans Damirka, wymieniany w 1607 roku. W roku 1658 hołd elektorowi brandenburskiemu składał ze wsi tylko jeden właściciel - Simon. Ród miał wygasnąć w 1672 lub 1673 roku na Matthiasie.